# Wash World
Wash World ApS er en dansk kæde af vaskehaller på 140 lokaliteter i Danmark. Virksomheden har hovedkontor i Søborg. De tilbyder tre abonnementsløsninger og mulighed for at betale for enkeltvask.
Wash World blev etableret af Henrik Bensimon Rossing i 2012 og åbnede den første vaskehal i 2013. Det er et datterselskab til Bensimon Rossing ApS, der er ejet af Sophie- og Henrik Bensimon Rossing.